# Forum-shopping
El forum-shopping fa referència a l'elecció de la jurisdicció en què es presenta una demanda basada en la creença o la percepció que aquella jurisdicció pot ser més favorable que les altres alternatives pels interessos econòmics o jurídics de qui l'escull.
Així, es produeix forum-shopping, per exemple, quan una empresa que vol presentar una demanda sobre una compravenda internacional de mercaderies tria si la presenta davant de la jurisdicció d'un país o d'un altre. Els interessos econòmics que poden prioritzar l'elecció d'una jurisdicció per davant d'unes altres de legítimes poden ser, per exemple, la durada o el cost del procediment, i els interessos jurídics, poden ser, per exemple, l'eficàcia esperada de la sentència que dicti el tribunal o les normes que aplicarà per resoldre la controvèrsia.
El forum-shopping és l'exercici de l'opció legítima que té tot demandant a l'hora d'iniciar un procediment. Malgrat tot, el terme té connotacions negatives, probablement perquè el fet de triar l'Estat on es presenta una demanda pot suposar un avantatge injust a favor del demandant. Com a conseqüència, sovint es fa servir aquesta forma per a destacar, precisament, aquest matís concret del concepte, és a dir, aquest càlcul oportunista.
Aquest terme és propi del dret internacional privat, però s'ha estès també al dret internacional públic, on es fa servir en l'àmbit de l'arranjament pacífic de controvèrsies entre Estats. Així, per exemple, si es produís una controvèrsia entre l'Argentina i el Brasil per un aspecte comercial i l'Argentina volgués presentar una demanda, podria decidir si la presenta al tribunal d'arbitratge del Mercosur o a l'Organització Mundial del Comerç.

## Ús del terme en català
La denominació forum-shopping, normalitzada pel consell supervisor del Termcat, és la forma més estesa en contextos d'especialitat. En català s'escriu amb guionet, d'acord amb la normativa de la llengua, que estableix que s'escriu guionet en compostos que són manlleus no adaptats, tant si en la llengua d'origen ja duen guionet com si s'escriuen amb els elements separats, com és el cas de la forma forum shopping, que en anglès se sol escriure sense guionet.
L'ús generalitzat del manlleu forum-shopping en contextos tècnics no impedeix que en contextos més generals o divulgatius es puguin fer servir denominacions alternatives de tipus descriptiu, que resultin més transparents per al públic general, com ara opció jurisdiccional per conveniència o elecció de la jurisdicció considerada més convenient. En les altres llengües també es documenten, de fet, aquesta mena de propostes, complementàries al manlleu: búsqueda de un foro de conveniència o elección del fuero más ventajoso, en castellà; o course aux tribunaux o élection de jurisdiction, en francès.